# Lagerlundaolyckan
Järnvägsolyckan i Lagerlunda inträffade natten mot den 15 november 1875 på Östra stambanan, nuvarande Södra stambanan, vid Kapellån (även benämnd Lagerlundaån) mellan Malmslätt och Bankeberg i närheten av Linköping, Östergötland. Olyckan brukar räknas som den första riktigt allvarliga järnvägsolyckan i Sverige. Den medförde att säkerheten vid järnvägarna höjdes ordentligt.

## Olyckan
Olyckan skedde när två nattåg frontalkrockade. Nio personer omkom, tre skadades allvarligt och "ett stort antal" fick lindrigare skador. Av de två tågen återstod mest skrot.
Nattsnälltåget från Stockholm till Malmö, med loket Svea och lokförare Sundqvist, och det på väg åt motsatt håll, med loket Einar, skulle enligt tidtabellen mötas i Linköping 00.27. När tåget från Malmö passerat Tranås telegraferades till Linköping att det var en timme försenat. Tågledaren i Linköping, Sjöstedt, beslutade därför att tågen istället skulle mötas vid stationen i Bankeberg (1927 omdöpt till Vikingstad), två stationer söderut, så att tåget från Stockholm inte behövde vänta i Linköping. Detta meddelades stationsinspektoren Björkelund i Bankeberg och personalen på det väntande tåget innan det släpptes iväg.
I Bankeberg förberedde man sig genom att lägga om den norra växeln så att tåget från Stockholm skulle gå in på sidospåret medan tåget från Malmö skulle stoppas på huvudspåret, och sedan lyssnade man efter tåget från Malmö. När det gav ankomstsignal beordrade stationsinspektoren tjänstgörande stationskarl att gå till norra växeln. Själv väntade han vid semaforen som visade "stopp". När tåget från Malmö blev synligt i snöyran väntade han tills det var nära innan han ändrade semaforen till "kör varsamt". Vad han tyvärr inte visste var att personalen på det norrgående tåget inte fått vetskap om att tågen skulle mötas i Bankeberg utan istället försökte ta sig till Linköping fortast möjligt. Tåget höll därför alldeles för hög fart och när stationsinspektoren såg det signalerade han "varsamt" med sin lykta. Uppenbarligen noterades det av lokpersonalen som blåste upprepade bromssignaler med ångvisslan. Farten var emellertid så hög att de passerade plattformen och den norra växeln under inbromsningen. Stationsinspektoren antog att de skulle bromsa helt och sedan backa tillbaka till plattformen där han stannade. Under inbromsningen passerade dock loket stationskarlen som var på väg till den norra växeln och i farten frågade de honom om väggrindarna norr om stationen. Efter att de hade fått hans svar fortsatte de bromsa men när de stod nästan stilla ökade de plötsligt farten och fortsatte mot Linköping. Stationsinspektoren, stationskarlen och en banvakt som stod på plattformen visade alla tre "stopp" med sina lyktor medan de sprang efter tåget men det uppfattades förmodligen inte av lokpersonalen. Klockan var då ungefär 01:11.
Det södergående tåget hade lämnat Linköping klockan 01:03. Det tågets lokförare visste att det mötande tåget inte var underrättat om tågmötet och körde särskilt fort för att hinna till Bankeberg. Strax efter att ha passerat Malmslätt fick han se lyktorna på det mötande tåget, slog back i maskinen, skrek åt eldaren att hoppa av tåget och hoppade sedan själv efter.
Strax före bron över Kapellån möttes därför de två tågen i den mörka novembernatten. Av de två tågen totalförstördes båda loken liksom de flesta vagnarna. Sammanlagt omkom nio personer varav två passagerare. Tre personer skadades allvarligt och "ett stort antal" blev lindrigt skadade. Bland de döda fanns lokföraren i det norrgående tåget.

## Efterspel
Vid 1876 års riksdag krävde två motioner att all järnvägstrafik om natten skulle upphöra, dock utan att det blev så. Man ändrade även direktiven så att ett tåg som skulle stanna vid en station inte fick visas något annat än "stopp" fram tills man gett lokföraren muntliga order om vad som gällde. Efter en långdragen rättegång dömdes stationsinspektor Björkelund för ouppsåtlig försummelse till 6 månaders fängelse och att mista sin anställning eftersom han bedömdes vara personligt ansvarig. Björkelund dömdes också att betala 126 000 kronor i skadestånd till SJ och de omkomnas närstående.

## Omkomna
- Maskinöveringenjören Frans Gustaf Anrep med fru Anna Ida Anrep
- Lokomotivförare Johan Andersson
- Eldarna Söderberg och Wallner
- Stationskarlen Svensson
- Smörjarna Larsson och Kjelldal
- Extra stationskarl Lundberg

## Kommentar
1. ↑  I samtliga kartor från Lantmäteriet, så väl från 1800-talet som nutida, benämns ån Kapellån. Däremot benämns ån Lagerlundaån i järnvägsrelaterad litteratur så som SJ:s minnesskrift från 1906. Det tidigaste användandet av namnet Lagerlundaån är förmodligen reportaget i Ny Illustrerad Tidning den 20 november 1875.